# Lightbox
Lightbox、および、より新しいLightbox2は、モーダル・ダイアログを使用することで大きいイメージを表示するのに使用されるJavaScriptアプリケーション。そのスクリプトは、簡単だが上品なスタイルと容易な実現による広範囲の人気を獲得した。 初めは最初から開発されたが、Lightboxは、以来多くのJavaScriptライブラリ(アニメーションと位置決めのためのjQuery, Prototype Javascript Frameworkやscript.aculo.usなど)を使用することで、コードのサイズを減少させるために、変更された。Lightboxのリリースは、遅いThickboxや、より軽いSlimboxなどの製品をもたらすことで、他の開発者が同様のプロジェクトに取り組むように奨励した。

## 概説
Lightboxが利用出来るようにされたページでは、ユーザは、Lightboxの窓でサムネイルを拡大したい時にイメージをクリックできる。(イメージのサイズに応じて、窓は、アニメーションを使用することでそれ自体をリサイズする)。 Lightboxは、どのイメージがXHTMLの"rel"属性を通してLightboxの窓に示されるかを決定する。<a>要素で<img>要素を囲うことで使用できる。 また、Lightboxは見出しをイメージに添付して、矢印キーを使用することでスライドショーが出来る方法を提供する。

## 機能性
Lightboxはユーザが現在のページからの移動が必要なく、イメージのより大きいサイズを見ることができ、また、簡単なスライドショーを表示できる。 また、暗い背景の使用は、見られるイメージを強調するのに役立つ(暗い背景はイメージをかぶせてあるページを薄暗くする）。
jQueryやPrototype.jsなどのJSライブラリが利用できない場合、Lightboxは標準のリンクタグを通して動作する。 したがって、単にJavaScriptをサポートしないブラウザが、別々のファイルとしてイメージをロードするので、Lightboxの効果を失うが、フルサイズの画像を表示することは可能。